# Bahnhof Berlin Plänterwald
Berlin Plänterwald ist ein Haltepunkt an der Görlitzer Bahn in Berlin. Er wird von den S-Bahnlinien S8, S85 und S9 bedient.

## Lage
Der Haltepunkt befindet sich in Berlin-Plänterwald im Bezirk Treptow-Köpenick. Das Berliner Stadtzentrum liegt rund sieben Kilometer Luftlinie weiter nordwestlich. Die Station grenzt an die Erich-Lodemann-Straße und die Köpenicker Landstraße. Der Bahnhof Treptower Park befindet sich rund 2,1 Kilometer weiter nördlich, der Bahnhof Baumschulenweg rund 1,7 Kilometer weiter südlich. Der Haltepunkt liegt im Tarifbereich Berlin B des Verkehrsverbundes Berlin-Brandenburg.

## Geschichte

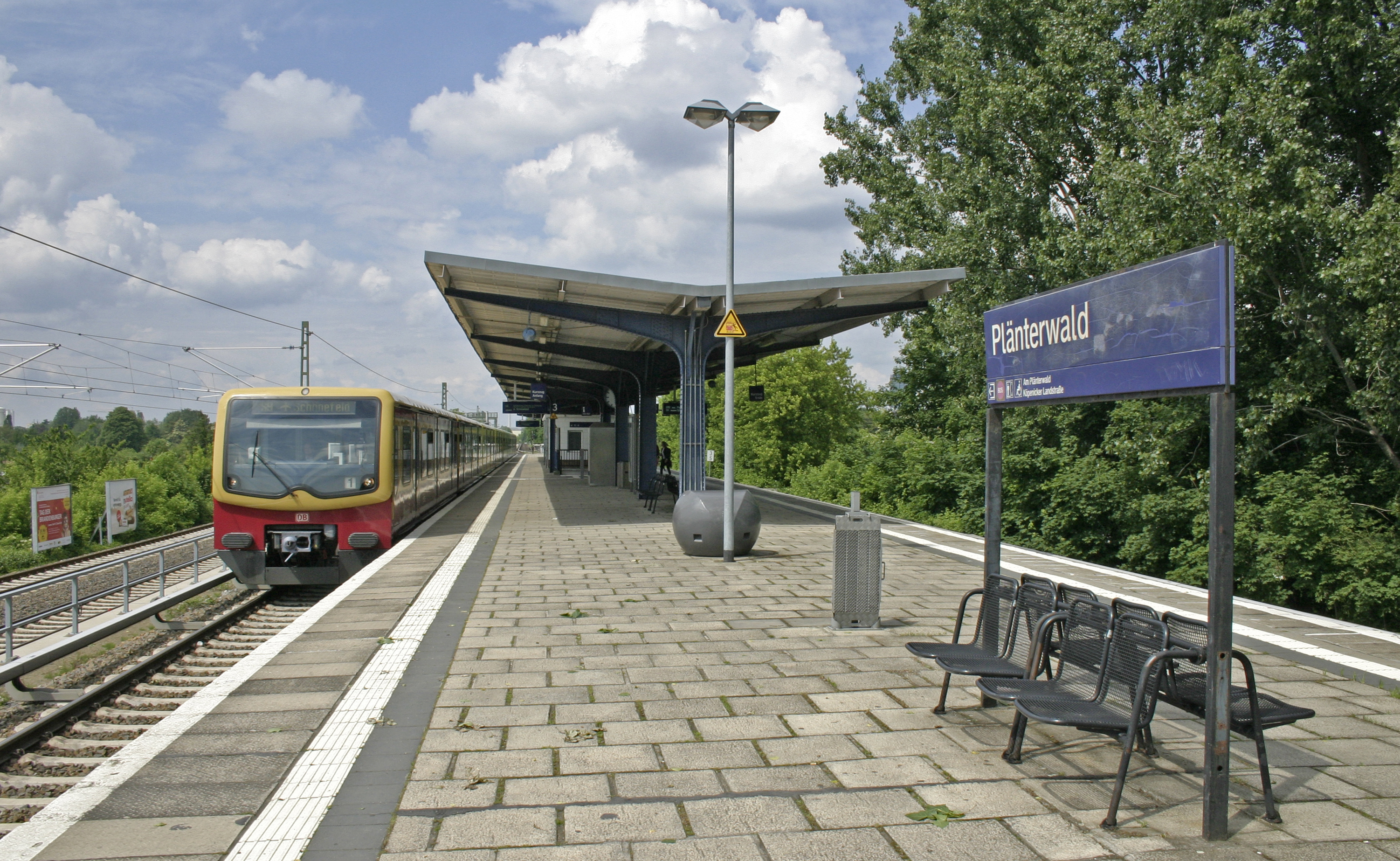
Bahnsteig in Blickrichtung Innenstadt mit einfahrendem S-Bahn-Zug auf der S9 nach Berlin-Schönefeld Flughafen, Mai 2018

Bereits 1937 war eine Station zwischen den Bahnhöfen Treptower Park und Baumschulenweg geplant, die den Namen Dammweg tragen sollte. Der Plan wurde aber nicht verwirklicht. Am 3. Juni 1956 eröffnete dann der Haltepunkt unter dem Namen Plänterwald. Ein Jahr später wurde das Empfangsgebäude in Betrieb genommen, das bis heute nur einen Ausgang in Richtung Nordosten hat. Die Errichtung eines zweiten Eingangs auf der Südwestseite wurde beim Bau verworfen. Einerseits geschah dies, da dort nur Kleingärten lagen, andererseits wegen der Nähe zur Grenze zu West-Berlin. Heute wird in Erwägung gezogen, die Station mit einem zweiten Eingang zu versehen. Ein Zeitpunkt für die Umsetzung dieses Projektes ist noch nicht bekannt.
Als im Jahr 1999 zwischen den Stationen Treptower Park und Baumschulenweg Bahngleise erneuert wurden, war die S-Bahn-Station Plänterwald vom 31. Mai bis zum 20. Dezember geschlossen. In dieser Zeit wurden eine Fahrtreppe und ein Aufzug eingebaut.

## Anbindung
Die S-Bahn-Station wird von den Linien S8, S85 und S9 der Berliner S-Bahn bedient. Es bestehen Umsteigemöglichkeiten zur Buslinie 165, 166, 377, Nachtlinie N60, N65 und N77 der Berliner Verkehrsbetriebe.
| Linie | Verlauf | Takt in der HVZ |
| ----- | --- | --------------- |
|       | Birkenwerder – Hohen Neuendorf – Bergfelde – Schönfließ – Mühlenbeck-Mönchmühle – Blankenburg – Pankow-Heinersdorf – Pankow – Bornholmer Straße – Schönhauser Allee – Prenzlauer Allee – Greifswalder Straße – Landsberger Allee – Storkower Straße – Frankfurter Allee – Ostkreuz – Treptower Park – Plänterwald – Baumschulenweg – Schöneweide – Johannisthal – Adlershof – Grünau (– Eichwalde – Zeuthen – Wildau) \|\| 20 min                                                        |                 |
|       | Frohnau – Hermsdorf – Waidmannslust – Wittenau (Wilhelmsruher Damm) – Wilhelmsruh – Schönholz – Wollankstraße – Bornholmer Straße – Schönhauser Allee – Prenzlauer Allee – Greifswalder Straße – Landsberger Allee – Storkower Straße – Frankfurter Allee – Ostkreuz – Treptower Park – Plänterwald – Baumschulenweg – Schöneweide (– Johannisthal – Adlershof – Grünau) \|\| 20 min |                 |
|       | Spandau – Stresow – Pichelsberg – Olympiastadion – Heerstraße – Messe Süd – Westkreuz – Charlottenburg – Savignyplatz – Zoologischer Garten – Tiergarten – Bellevue – Hauptbahnhof – Friedrichstraße – Hackescher Markt – Alexanderplatz – Jannowitzbrücke – Ostbahnhof – Warschauer Straße – Treptower Park – Plänterwald – Baumschulenweg – Schöneweide – Johannisthal – Adlershof – Altglienicke – Grünbergallee – Schönefeld (bei Berlin) – Waßmannsdorf – Flughafen BER \|\| 20 min |                 |